# Bocula
Bocula is een geslacht van vlinders van de familie spinneruilen (Erebidae), uit de onderfamilie Calpinae.

## Soorten
- B. brunneata Warren, 1912
- B. calthula Swinhoe, 1906
- B. caradrinoides Guenée, 1852
- B. diffisa Swinhoe, 1890
- B. erota Swinhoe, 1901
- B. heliothina Hampson, 1926
- B. horus (Fawcett, 1916)
- B. ichthyuropis Hampson, 1926
- B. inconclusa Walker, 1862
- B. lamottei Fletcher D. S. & Viette, 1955
- B. limbata Butler, 1888
- B. lophoproctis Hampson, 1922
- B. macoma Swinhoe, 1906
- B. marginata Moore, 1882
- B. megastigmata Hampson, 1894
- B. metochrea Hampson, 1926
- B. microscala Holloway, 1976

- B. mollis Warren, 1912
- B. moorei Wileman & South, 1917
- B. odontosema Turner, 1909
- B. poaphiloides Walker, 1864
- B. quadrilineata Walker, 1858
- B. sticticraspis Hampson, 1926
- B. terminata (Walker, 1869)
- B. undilineata Warren, 1912
- B. xanthostola Hampson, 1926